# Les Hauts-de-Chée
Les Hauts-de-Chée é uma comuna francesa na região administrativa de Grande Leste, no departamento de Meuse. Estende-se por uma área de 50,17 km². Em 2010 a comuna tinha 731 habitantes (densidade: 14,6 hab./km²).